# Ghelna
Ghelna Maddison, 1996 è un genere di ragni appartenente alla famiglia Salticidae.

## Distribuzione
Le quattro specie oggi note di questo genere sono diffuse in USA e Canada.

## Tassonomia
Queste specie sono assurte al rango di genere autonomo grazie ad uno studio dell'aracnologo Maddison del 1996, che le ha staccate dal genere Metaphidippus per caratteri peculiari.
A maggio 2010, si compone di quattro specie:
- Ghelna barrowsi (Kaston, 1973) — USA
- Ghelna canadensis (Banks, 1897) — USA, Canada
- Ghelna castanea (Hentz, 1846)[2] — USA
- Ghelna sexmaculata (Banks, 1895) — USA, Canada